# Lightshot
Lightshot — программное обеспечение для захвата изображения с экрана, предназначенное для операционных систем Windows и macOS. Функционирует аналогично инструменту «Ножницы» в операционных системах Windows Vista и Windows 7, однако предоставляет расширенные возможности для редактирования изображений и их публикации в сети Интернет.
Программа заменяет обработчик кнопки PrtScr по умолчанию и перехватывает её для своего запуска. Пользователь может кликнуть и выделить интересующую его область экрана.
Lightshot также поддерживает набор сочетаний клавиш для всех операций. Наиболее удобными являются стандартные Ctrl+C для копирования в буфер и Ctrl+S для сохранения.
Позволяет осуществлять поиск визуально похожих картинок через Google.
Существует в версиях для работы как приложение Windows, приложение macOS и плагин для Mozilla Firefox, Internet Explorer и Google Chrome. Плагин позволяет сохранять картинки в трех расширениях: png, jpeg и bmp.

## Проблемы конфиденциальности
Доступ к загружаемым на сервер изображениям предоставляется по коротким ссылкам, символы (цифры от нуля до девяти и буквы латинского алфавита) в которых представляют собой порядковые индексы загружаемых изображений. Путём простого перебора любой пользователь может получить доступ к изображениям других пользователей. Среди них встречаются изображения, на которых можно найти персональные данные, личные фотографии и другую информацию, попадание которой в сеть может представлять опасность для авторов изображений.